# Commodore Plus/4
Le Commodore Plus/4 est un ordinateur personnel conçu par Commodore Business Machines Inc. en 1984.

## Description
Pour renouer avec le succès du C64, la compagnie Commodore sortie le Plus/4 en reprenant presque les mêmes caractéristiques, mais en intégrant plus de logiciels dans la machine en ROM. Elle proposait en série des utilitaires tels qu'un traitement de textes, un tableur et un logiciel de gestion de données.
L'architecture interne est très proche du C64 mais n'est pas compatible avec lui. Il y a quelques améliorations au niveau du nombre couleurs affichées et du son. Ainsi que sur le Basic en version 3.5 qui ajoute des commandes. Mais ces nouveautés n'étaient pas assez importantes et l'incompatibilité avec le C64 aurait contribué en grande partie à l'échec de cette machine.
Au niveau des extensions, la machine accepte certains périphériques du C64, comme le lecteur de disquettes 1541, mais disposait d'un lecteur 1551, qui utilisait le nouveau port parallèle permettant diminuer les temps de chargement. 
- Microprocesseur : 7501 (clone du 6502) à 1 Mhz
- Mémoire vive : 64 Ko
- Vidéo : Mode texte : 40 x 25 caractères
- Mode graphique : 320 x 200 pixels, 128 couleurs
- Son : deux voies, 4 octaves plus bruit blanc

## Historique
Durant le CES de 1984, le Commodore 264 (premier nom du Plus/4) est présenté avec un concept original, puisqu'il se décomposait en plusieurs configurations. Le principe était très simple, selon les besoins de l'utilisateur, le vendeur mettait une ROM contenant les logiciels désiré par l'utilisateur.
Mais ce principe fut très vite abandonné, les distributeurs informatique refusant d'avoir à gérer plusieurs modèles ou de s'occuper a installer des ROM dans les machines.
Avec le changement de stratégie, le boîtier fut reconçus et on le renomma en Plus/4. Les logiciels en ROM appelée pack 3+1; le furent en usine.